# Terapiassistentloven
Lov om terapiassistenter (i daglig tale blot terapiassistentloven) var indtil 1. januar 2007 den lov, hvori terapiassistenters – dvs. fysioterapeuters og ergoterapeuters – virke og autorisationsbestemmelser var beskrevet.
Betegnelsen terapiassistent samt betegnelserne ergoterapeut og fysioterapeut må ifølge terapiassistentloven kun anvendes af personer, der af Sundhedsministeriet er autoriserede som henholdsvis ergoterapeuter eller fysioterapeuter.

## Den nye autorisationslov
1. januar 2007 blev terapiassistentloven afløst af autorisationsloven – lov om autorisation af sundhedspersoner og om sundhedsfaglig virksomhed – hvor ergo- og fysioterapeuternes virke og autorisationsbestemmelser beskrives i henholdsvis § 58 og § 59.
I den nye autorisationslov bruges betegnelsen terapiassistent ikke længere om fysio- og ergoterapeuter.
Med indførelsen af den nye autorisationslov har fysioterapeuter og ergoterapeuter opnået tilladelse til frit at behandle alle. Før 1. januar 2007 måtte terapiassistenterne kun sygebehandle patienter, som forinden havde fået en skriftlig henvisning fra egen læge eller speciallæge.

## Færøerne
På Færøerne er terapiassistenternes (ergoterapeuternes og fysioterapeuternes) virke og autorisationsbestemmelser fastsat i den færøske terapiassistentlov – Kongelig anordning om ikrafttræden på Færøerne af lov om terapiassistenter – som stadig er gældende.

## Eksterne kilder, links og henvisninger
- Bekendtgørelse af 30. august 1991 af lov om terapiassistenter (gældende indtil 1. januar 2007)
- Bekendtgørelse af 22. maj 2006 af lov om autorisation af sundhedspersoner m.m., § 58 og § 59 (gældende siden 1. januar 2007)
- Kongelig anordning nr. 216 af 6. april 1988 om ikrafttræden på Færøerne af lov om terapiassistenter (gældende siden 1. juni 1988) Arkiveret 13. november 2005 hos  Wayback Machine